# 2022年2月呼和浩特市2019冠状病毒病聚集性疫情
2022年2月呼和浩特2019冠状病毒病聚集性疫情是指自2022年2月15日起，在中华人民共和国内蒙古自治区呼和浩特市爆发的2019冠状病毒病本土聚集性疫情。2022年2月15日15时，呼和浩特市新城区在主动就医人员中发现一名核酸初筛阳性人员，是本轮疫情最早被发现的感染者。
呼和浩特市经过连续多日落实防疫措施，4月5日，实现动态清零。本轮疫情中，呼和浩特市累计报告本土新冠肺炎确诊病例436例。

## 溯源调查
2月19日，中华人民共和国卫生健康委疾控局副局长吴良有在发布会上表示，本轮疫情基因测序结果为德尔塔变异株，是新的境外输入来源引发的一起本土疫情。

## 传播链
据2月19日内蒙古呼和浩特市新冠肺炎疫情防控指挥部新闻发布会上的消息，本轮疫情为由梁某某、董某某前往武川县、达茂旗探亲引起的输入疫情，经2月8日在新城区举办的两场婚宴引发传播扩散。